# Otto Armknecht

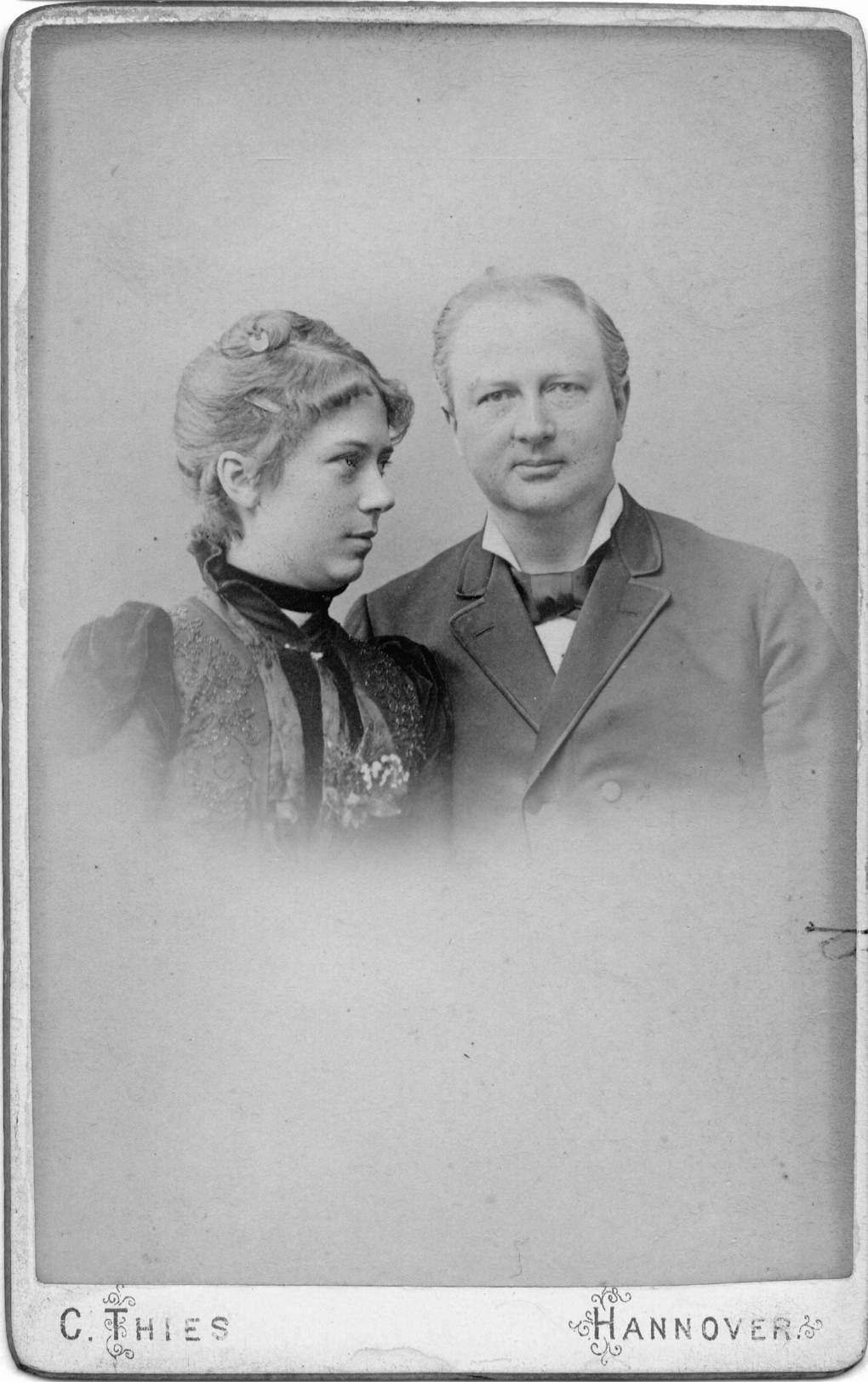
Otto Armknecht und seine Frau Cäcilie Armknecht, geb. Lyssmann

Lutherisch Gold, Bekenntnisschriften, Hannover, 1910, Verlag Heinrich Feesche; Künstlersignatur: C. Wenzel

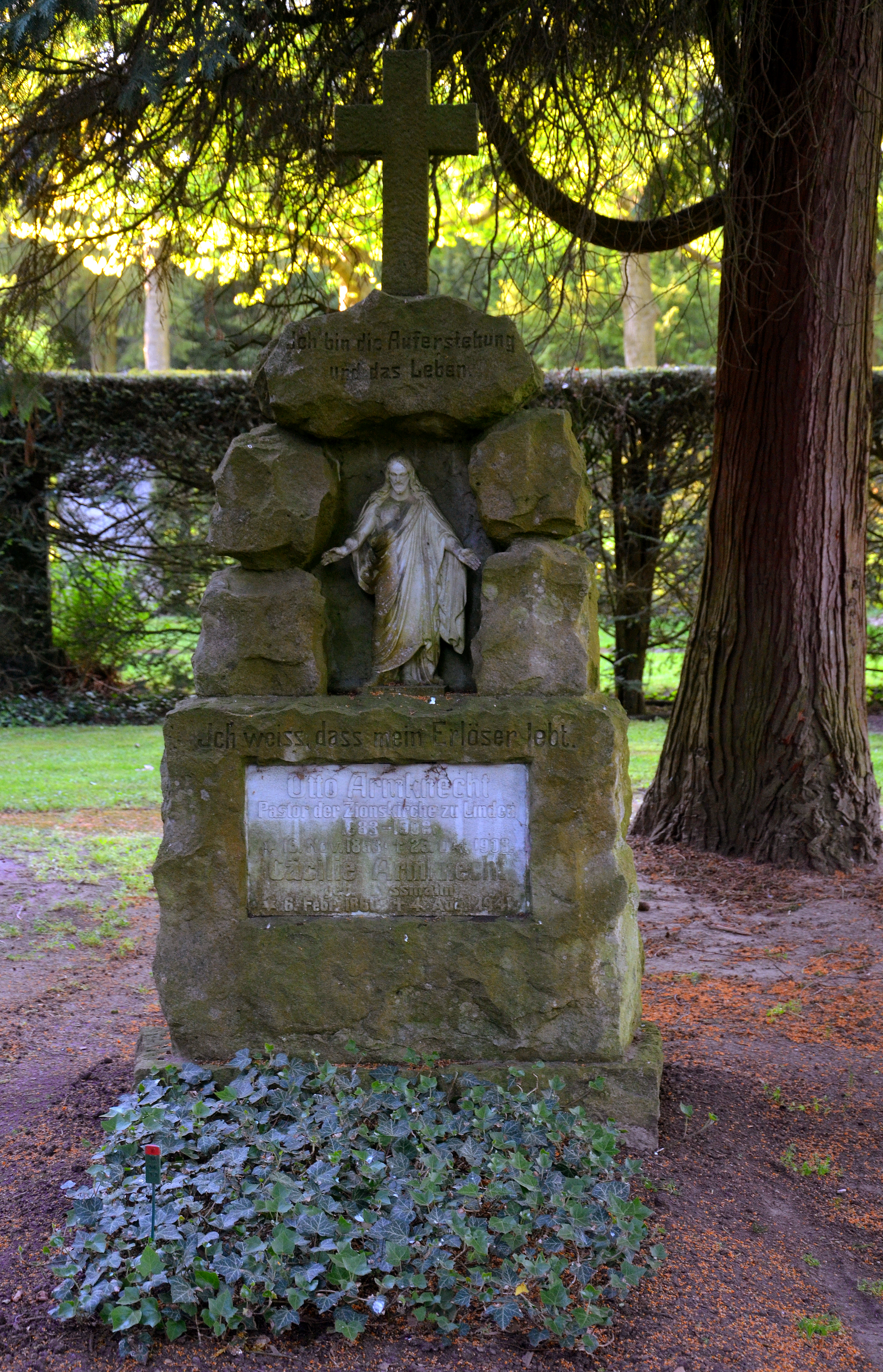
Das älteste erhaltene Grabmal auf dem Stadtfriedhof Ricklingen ist das für die Dauer des Friedhof-Bestehens eingerichtete Ehrengrab für den Armenpastor der Zionskirche in Linden-Süd

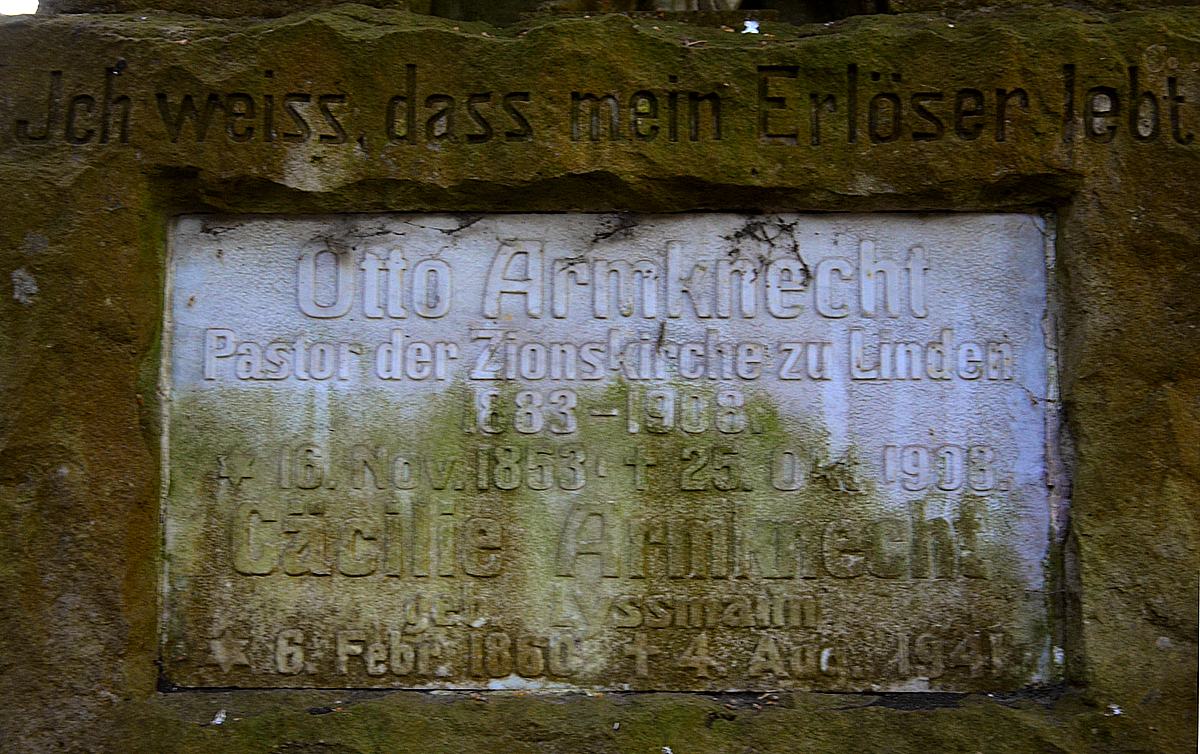
„Ich weiß, dass mein Erlöser lebt“; Inschriften am Ehrenmal für Otto und Cäcilie, geborene Lysmann (* 6. Februar 1860; † 4. August 1941)

Heinrich Adolf Otto Armknecht (* 16. November 1853 in Clausthal; † 25. Oktober 1908 in Linden) war ein deutscher evangelischer Geistlicher, bedeutender Armenpastor und Wohltäter.

## Leben
Geboren noch zur Zeit des Königreichs Hannover, immatrikulierte sich Otto Armknecht im Jahr der Ausrufung des Deutschen Kaiserreichs am 25. April 1871 für das Studium der Theologie an der Universität Leipzig. Noch im selben Jahr bestrafte ihn die Universität mit einem Tag im Karzer aufgrund „nächtlichen Unfugs“.
In der angehenden Industriestadt Linden und als Nachfolger des Pfarrers Gustav Heinrich Karl Tovote, den es nur drei Jahre in Linden-Süd gehalten hatte, wirkte Otto Armknecht dort ab 1883 und bis zu seinem Tode im Jahr 1908 wohltätig für die Armen rund um die Gemeinde der Zionskirche.
Der beliebte Prediger verfasste zahlreiche sehr kurze Andachten in volkstümlicher Sprache, die später von seiner Witwe aus seinem Nachlass ausgewählt wurden und zu gebundenen Predigtsammlungen zusammengefasst wurden.
Otto Armknecht wurde auf dem Stadtfriedhof Ricklingen bestattet und erhielt dort das erste Ehrengrab auf dem Friedhof. Die Inschrift enthält den Wahlspruch des Geistlichen:

„Ich bin die Auferstehung und das Leben,
ich weiß, dass mein Erlöser lebt.“

Armknechts ehemaliger Arbeitsort, die Zionskirche, wurde zur Zeit des Nationalsozialismus umbenannt, als – mitten im Zweiten Weltkrieg – die NS-Frauenschaft im Jahr 1943 statt des „[…] zu jüdisch“ klingenden Namens der Kirche („Zion“) schnellstmöglich einen Umbenennung verlangte. Der neu dann gewählte Name Erlöserkirche orientierte sich an dem von Otto Armknecht oft genutzten Wahlspruch.
Nach dem Tod Armknechts im Jahr 1909 trat der Missionsprediger Otto Oehlkers dessen Nachfolge an.

## Schriften (Auswahl)
- Sieben Missionspredigten. (in Frakturschrift), Verlag der Missionshandlung, Hermannsburg 1897.
- Lutherisch Gold oder: Weißt du, was deine Kirche lehrt? Aus den lutherischen Bekenntnisschriften. Mehrere Auflagen. 4.–14. Tausend. Verlag Heinrich Feesche,  Hannover, 1910
- Zionsstrahlen. Tägliche Andachten. Ausgewählt aus dem Nachlaß von Otto Armknecht. Mit einem Vorwort von Landesbischof D. Ihmels, Leipzig. 4. Auflage, Buchhandlung des Nordbundes, Hamburg [o. D., 1930].
- Lobt Gott ihr frommen Christen! Ein lutherisches Andachtsbuch für jeden Tag (der Zionsstrahlen zweiter Teil) ausgewählt aus dem Nachlaß von Otto Armknecht weiland Pastor an der Zionskirche in Hannover-Linden. Mit einem Geleitwort von Landesbischof D. Marahrens, Abt zu Loccum. 1.–3. Tausend, Hamburg: Buchhandlung des Nordbundes, 1938.